# Troiano De Filippis Delfico
Troiano Berardino Melchiorre Filippo Gaetano De Filippis Delfico (Teramo, 24 luglio 1821 – Montesilvano, 9 maggio 1908) è stato un politico italiano, Senatore del Regno. Figlio primogenito di Gregorio De Filippis e Marina Delfico, ereditò dal padre il titolo di Conte di Longano.

## Biografia

### La formazione
Si formò grazie a insegnanti privati. Fu particolarmente dotato nella pittura, disciplina nella quale ebbe maestro il napoletano Pasquale Della Monica.

### La prima guerra di indipendenza e l'esilio
Appartenne a una famiglia di lunghe tradizioni liberali e nel 1848 combatté nella prima guerra di indipendenza. Perseguitato dalla polizia borbonica fu costretto all'esilio, inizialmente nello Stato pontificio e poi in Grecia, dove visse per alcuni anni.
Così lo stesso Troiano raccontò la vicenda relativa alla sua fuga:
(Lettera di Troiano Delfico al fratello Filippo)

### Prodittatore d'Abruzzo
L'8 settembre 1860, dopo il suo rientro in patria fu nominato prodittatore d'Abruzzo con Pasquale De Virgiliis e Clemente De Caesaris. A Teramo organizzò e comandò, con il grado di maggiore, la Guardia Nazionale. Certamente prese parte all'assedio della Fortezza di Civitella del Tronto e si impegnò nella lotta al Brigantaggio. Si dimise dall'incarico nel 1865.
Ancora nel 1867 prese parte alle raccolte di fondi e risorse per i volontari abruzzesi in partenza per l'Agro romano dove furono coinvolti molti degli ufficiali che avevano servito sotto il suo comando nella Guardia Nazionale di Teramo.

### L'impegno politico
Fu esponente della Sinistra storica e più volte si candidò nelle elezioni politiche, prima contro Nicola Urbani (1861) e poi contro Francesco Sebastiani (1865, 1867 e 1870). Nonostante il prestigio indiscusso della persona, fu sempre sconfitto, con esiti addirittura disastrosi nelle politiche del 1867 e 1870 quando riuscì a raccogliere poche decine di voti. Alla forza dei candidati della Destra si aggiunse una campagna denigratoria che, pur ricordando i meriti di Delfico al tempo della guerra d'indipendenza, tendeva ad affermare una sua inaffidabilità a governare e a rappresentare il collegio teramano in tempo di pace. La figura di eroe e il passato di combattente gli si ritorsero contro in questo caso e favorirono l'affermazione dei candidati liberali più moderati.
A partire dalle elezioni del 1874 il ruolo di candidato della Sinistra nel collegio di Teramo passò a Settimio Costantini, già sindaco e presidente della provincia, destinato a una carriera politica di primo piano a livello nazionale.
Delfico invece, nel dicembre del 1875, partecipò con altri intellettuali, tra i quali lo stesso Costantini, alla fondazione del giornale “Corriere abruzzese” del quale divenne uno dei principali collaboratori, anzi forse l'opinionista politico più autorevole. Tutti i suoi articoli del Corriere sono firmati semplicemente Troiano Delfico.
Il giornale, diretto da Francesco Taffiorelli, contribuì in modo determinante all'affermazione in regione della sua parte politica e all'elezione in provincia, nelle elezioni del 1876, di cinque deputati su cinque collegi: Settimio Costantini a Teramo, Giuseppe Cerulli Irelli a Giulianova, Luigi Patrizi ad Atri, Giuseppe De Riseis a Città Sant'Angelo, Diego Aliprandi a Penne.
Fu Sindaco di Montesilvano dal marzo del 1880 al maggio del 1882. Rivestì numerosi altri incarichi pubblici e fu Consigliere Comunale e Provinciale.

### La nomina a senatore
Nel 1880 fu nominato senatore del Regno. 
Non abbandonò mai l'attività giornalistica. Compose e pubblicò scritti di argomento politico ed economico. Si occupò di agricoltura e di industria. I suoi articoli, oltre che sul “Corriere abruzzese”, furono ospitati anche sulla “Rivista abruzzese di scienze lettere ed arti”.

### La famiglia
Fu il primogenito della prima generazione della famiglia De Filippis Delfico, nata dal matrimonio di Gregorio De Filippis con Marina Delfico.
Tra i nove fratelli di Troiano il più noto fu senz'altro Melchiorre, 1825-1895, musicista e caricaturista di fama internazionale. Filippo, 1827-1907, condivise con lui gli ideali liberali, fu patriota e combattente per l'Unità d'Italia, capo riconosciuto della Massoneria teramana.
Gli altri furono: Bernardino, 1823-1870; Aurora, 1829-1894; Lodovico, 1833-1866; Margherita, 1835-1910; Michele, 1840-1905; Rosa, 1843-1930.
Troiano sposò Bianca Casamarte Treccia di Campotino, dalla quale ebbe tre figli: Marino (1871-1945), sindaco di Montesilvano (aprile 1902 - settembre 1910) e deputato al parlamento nel 1919; Luciano (1873-1954), sindaco di Montesilvano (agosto 1914 – febbraio 1924); Beatrice (1876-1957).
Morì a Montesilvano, dove la famiglia si era trasferita dopo l'abbandono del palazzo di Teramo.

## Scritti
- Sull'elezioni politiche. Lettera di Troiano Delfico a Settimio Costantini, Teramo, Marsilii, 1865;
- Dei partiti in Italia. Saggio politico, Teramo, Marsilii, 1867;
- Un voto ragionato, in “Corriere abruzzese”, a. II (1876), n.78 del 27 aprile;
- La fisiologia dei partiti, in “Corriere abruzzese”, a. II (1876), n.79 del 30 settembre;
- La libertà del voto, in “Corriere abruzzese”, a. II (1876), n.85 del 21 ottobre;
- Sulla questione sociale. Considerazioni, Roma, Tipografia romana, 1878;
- Agli elettori del Collegio politico di Teramo, in “Corriere abruzzese”, a. VI (1880), n.37 dell'8 maggio;
- La nostra provincia e le elezioni politiche, in “Corriere abruzzese”, a. VIII (1882), n.81 dell'11 ottobre;
- Sul progresso industriale-agricolo-commerciale in Italia. Studi economici, Teramo, Pomponj, 1884;
- Degli effetti dei dazi protettori sull'agricoltura, in “Rivista abruzzese di scienze lettere ed arti”, a. II (1887), fasc.3, pp. 97–104,  fasc. 4, pp. 158–166;
- La mezzeria e la coltura miglioratrice, in “Rivista abruzzese di scienze lettere ed arti”, a. II (1887), fasc.11, pp. 481–488,  fasc. 12, pp. 539–547;
- Sulle Associazioni operaie, in “Rivista abruzzese di scienze lettere ed arti”, a. III (1888), fasc.3-4, pp. 126–136,  a. IV (1889), fasc. 1-2, pp. 68–75; fasc. 3-4, pp. 153–161;

## Epistolario
- Il Conte Troiano Delfico al fratello Filippo, in Alberto Scarselli, Intimità nell'esilio. Carteggio di un esule e di una Madre. Marina Delfico al figlio Filippo (1850-1853; il conte Delfico al fratello Filippo (1850, 1853, 1859, 1860), Teramo, De Carolis, 1950; pp. 12–13.

## Carte e manoscritti
Carte riguardanti Troiano sono conservate a Teramo, presso la Biblioteca Melchiorre Delfico e presso l'Archivio di Stato; all'Aquila, presso la Biblioteca provinciale Salvatore Tommasi, nel Fondo Marrelli. Per il resto numerose carte e documenti sono in possesso degli eredi.

## Dipinti
Dalla documentazione conosciuta si desume che durante l'esilio in Grecia, spinto dalla necessità, si procurò da vivere anche dando lezioni di pittura e vendendo i paesaggi che egli stesso realizzava. Della sua attività artistica attualmente non resta che la riproduzione fotografica di un dipinto da lui realizzato intorno al 1844, nel quale è ritratta l'intera famiglia De Filippis Delfico in una delle sale del palazzo di Teramo. Nel dipinto egli stesso si autoritrae, riflesso in uno specchio, mentre esegue il ritratto.

## Iconografia
Oltre all'autoritratto giovanile di cui si è detto e ad alcuni presunti ritratti di mano ignota, vanno ricordati almeno tre ritratti fotografici molto significativi: il primo del 1863, opera di Gianfrancesco Nardi, lo ritrae in divisa di Maggiore Comandante della Guardia Nazionale di Teramo, al centro del gruppo di ufficiali della Guardia stessa; il secondo del 1880, eseguito al momento della sua nomina a senatore; il terzo, infine, che lo ritrae ormai anziano.